# 阿吉巴·丹增

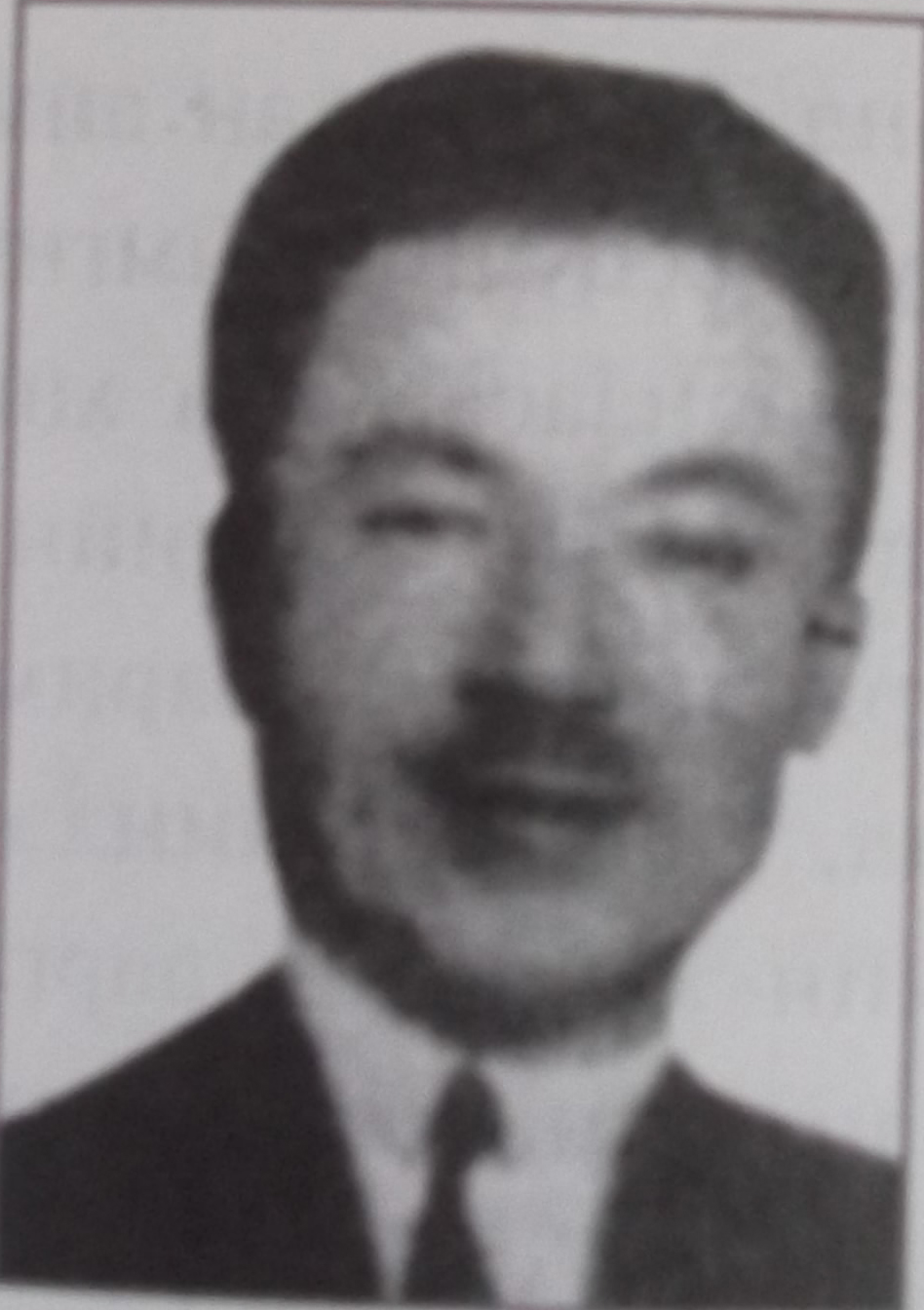
阿吉巴·丹增

阿吉巴·丹增（1895年—1932年），又名日本·丹增，蒙古族，外蒙古土谢图汗部人，蒙古政治人物。1923年至1924年担任蒙古人民党中央委员会主席。

## 生平
丹增于1921年参加蒙古人民党。1922年至1923年，丹增被选为蒙古人民党中央委员会副主席。自1923年1月2日至1924年8月31日，丹增担任蒙古人民党中央委员会主席。1923年2月至1924年8月，丹增担任蒙古人民党主席团成员。1924年8月，丹增成为蒙古人民党主席团的代表成员，直到1925年3月。1924年至1925年，丹增出任蒙古驻苏维埃俄国的使节。此后，丹增于1926年至1928年被派往中华民国的北京、上海、天津、南京、哈尔滨等地，以促进蒙古同中国的关系。回到蒙古后，丹增于1929年至1931年供职于文献研究所（sudar bichgiin khüreelen），该研究所是蒙古科学院的前身。随后，丹增被指控为反革命，于1932年在尚待审讯之时便逝世。